# Skoroszowice
Skoroszowice [pronunciación en polaco: /skɔrɔʂɔˈvit͡sɛ/] es un pueblo ubicado en el distrito administrativo de Gmina Strzelin, dentro del Distrito de Strzelin, Voivodato de Baja Silesia, en el sur de Polonia occidental. Con anterioridad a 1945, se encontraba en Alemania.
Se encuentra aproximadamente a 10 kilómetros al sur de Strzelin, y a 48 kilómetros al sur de la capital regional Wrocław.